# Mündungsfeuer

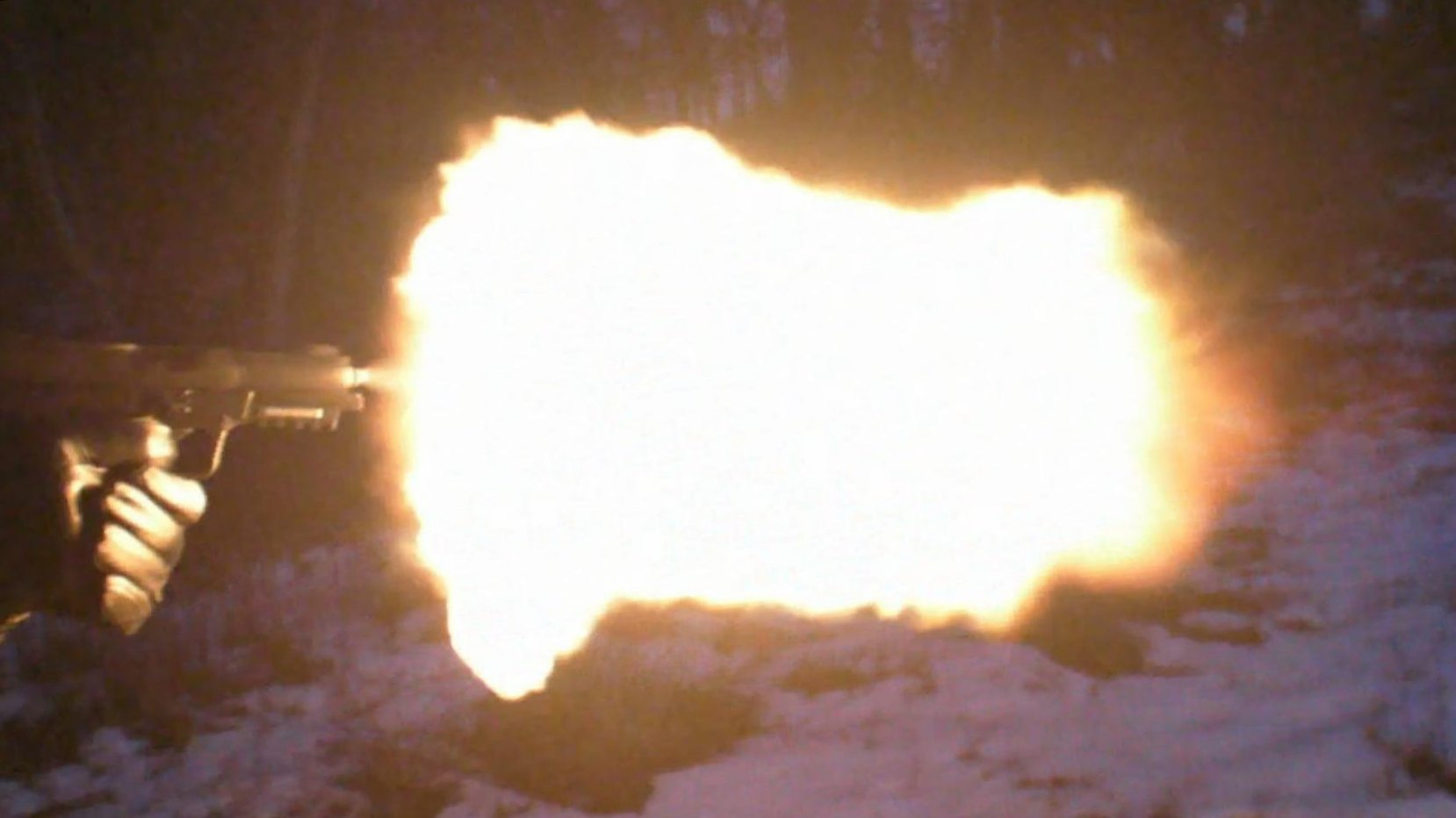
Mündungsfeuer einer FN Five-Seven

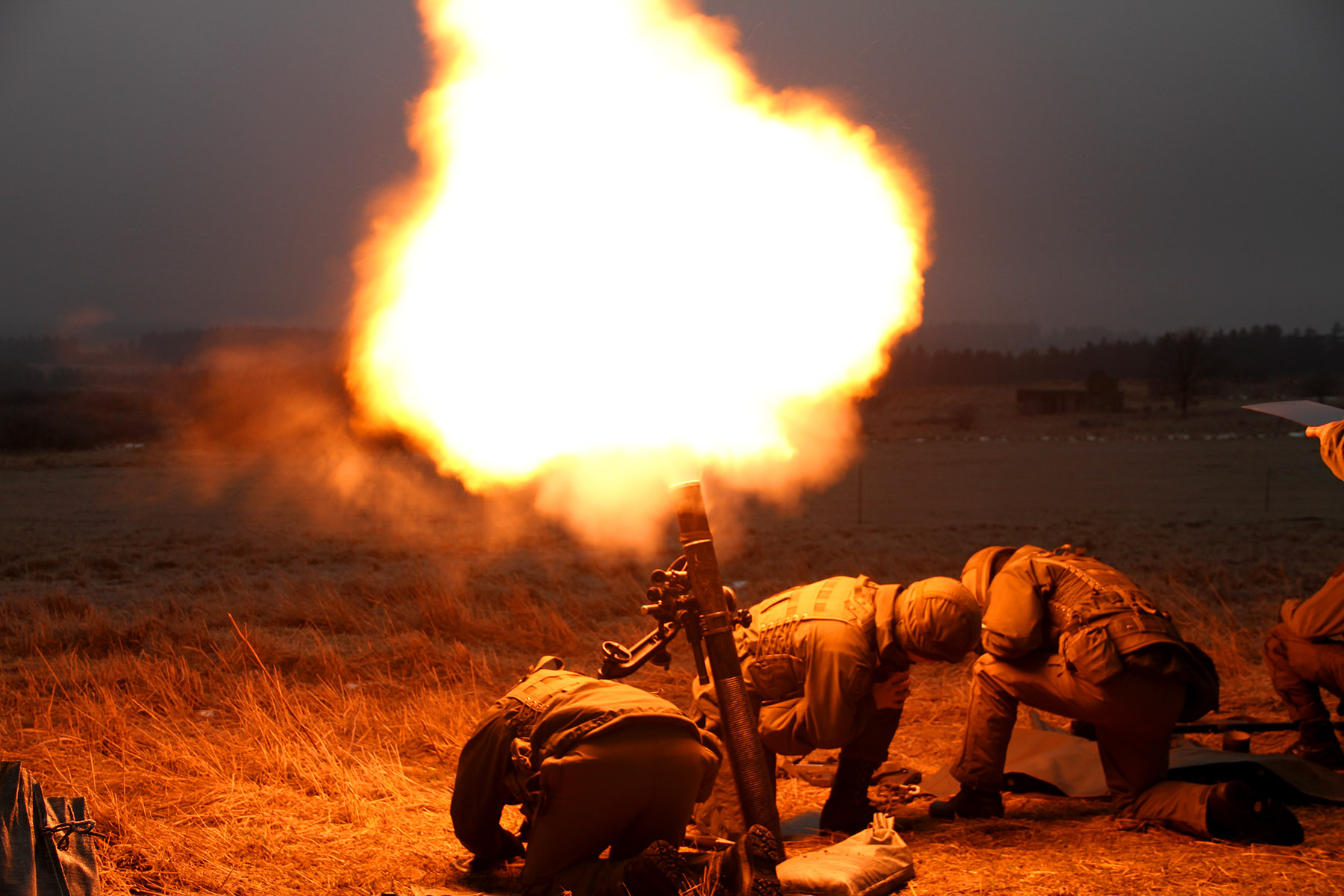
Mündungsfeuer eines L16

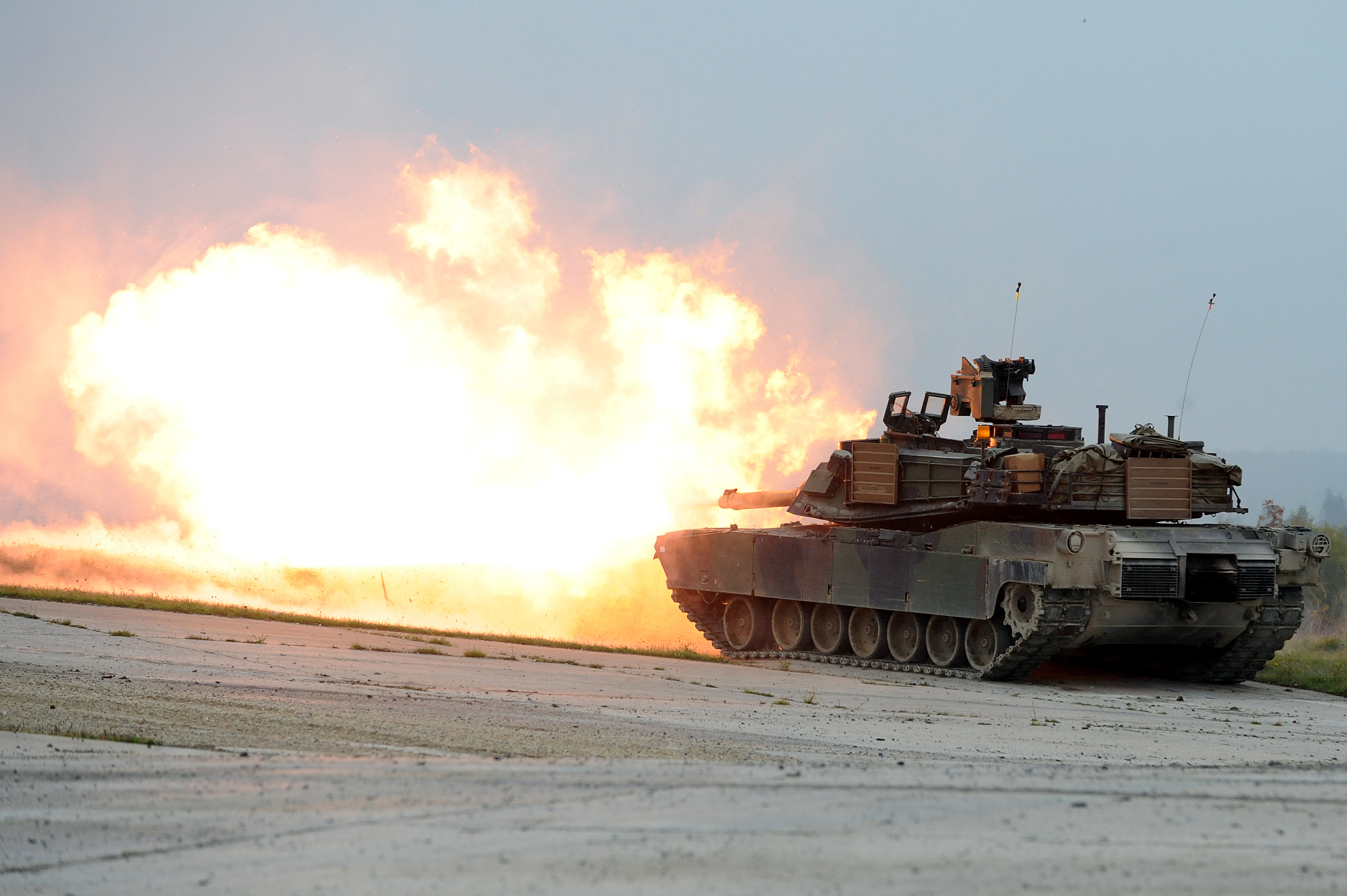
Mündungsfeuer einer 120-mm-Glattrohrkanone L/44

Als Mündungsfeuer oder Mündungsblitz bezeichnet man die Flamme, die sich beim Abschuss von Feuerwaffen an der Mündung des Laufes bildet. 
Beim Mündungsfeuer unterscheidet man zwischen Feuer aus der Mündung und dem eigentlichen Mündungsfeuer:
- Das Feuer aus der Mündung kann fehlen. Wenn es aber auftritt, erscheint es unmittelbar nach der Mündung. Auslöser hierfür sind unvollständig verbrannte Teile des Treibsatzes.

- Das eigentliche Mündungsfeuer wird als sekundäre Erscheinung aufgefasst. In einiger Entfernung von der Mündung reagieren unvollständig oxidierte Pulvergase mit dem Sauerstoff der Luft.

## Problematik
Mündungsfeuer sowie Abschussrauch sind problematische und damit unerwünschte Begleiterscheinungen beim Feuerwaffengebrauch. Sowohl im militärischen wie auch im waidmännischen Bereich geht vom Mündungsfeuer eine Sichtbehinderung, in Dämmerung oder Nacht sogar eine Blendung aus. Im militärischen Bereich ist die weithin sichtbare und verräterische Mündungsflamme eine zusätzliche Gefahr für den Schützen.

## Gegenmaßnahmen
Dem versucht man durch verschiedene Entwicklungen entgegenzuwirken, wie z. B. dem raucharmen Treibmittel (etwa rauchloses NC-Pulver/Schießbaumwolle) oder speziell beschaffenen Aufsätzen an der Laufmündung, die das Mündungsfeuer günstig von der Sichtline wegleiten sollen (Mündungsfeuerdämpfer), bis hin zu Schalldämpfern. Die kinetische Energie der nach vorne austretenden Gase kann mittels ausgeklügelter Mündungssysteme genutzt werden, um z. B. den Rückstoß zu vermindern (Mündungsbremse), dem Hochreißen entgegenzuwirken oder bei Gasdruckladern sogar den Selbstlademechanismus anzutreiben.